# 阿爾特克 (薩哈共和國)
阿尔特克（羅馬化：Artyk）是俄罗斯萨哈共和国的市级镇，属奥伊米亚康区，位于阿尔特克河汇入涅拉河之处附近，在区行政中心乌斯季涅拉东南方、共和国首府雅库茨克东北方。
该地2021年人口有373人；2010年人口509；2002年人口633；1989年人口2,420。